# Naïve Records

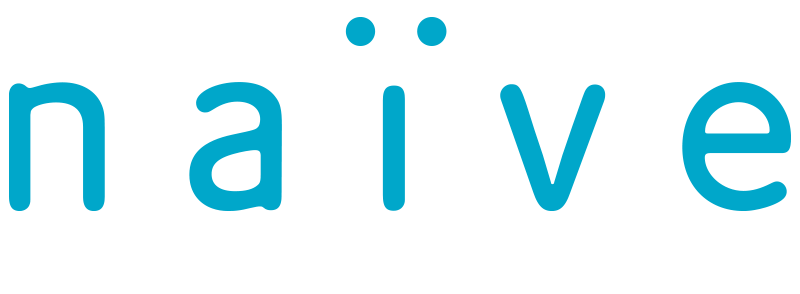
Logo von Naïve Records

Naïve Records ist ein französisches Independent-Label für Elektronische Musik, Popmusik, Jazz und Klassische Musik mit Sitz in Paris.
Das Label wurde 1997 durch Patrick Zelnik (den ehemaligen CEO von Virgin France) mit Gilles Paires und Eric Tong Cuong gegründet. Nach finanziellen Schwierigkeiten 2016 wurde es von Believe übernommen.
Naive hat im Klassikbereich Interpreten wie Alison Chesley, Sergey Khachatryan, Garth Knox, Marie-Nicole Lemieux, Anne Sofie von Otter, Franco Fagioli, Lise de la Salle, Federico Maria Sardelli (Vivaldi Edition), Anthony Strong und Nikolai Lugansky unter Vertrag. Das Label zeichnet sich auch durch Repertoirepflege aus: So spielte Rinaldo Alessandrini mit dem Concerto Italiano selten gehörte Instrumentalwerke des Barockkomponisten Franz Tuma oder geistliche Musik von Antonio Maria Bononcini ein. Naïve legte überdies als Wiederveröffentlichungen ältere Aufnahmen der Labels Astreé Auvidis (etwa von Hespèrion XX unter Jordi Savall) und Opus111 (etwa von Grigori Lipmanowitsch Sokolow) vor, die erworben wurden.
Im Bereich Jazz veröffentlichte Naïve Alben von Künstlern wie Mina Agossi, Airelle Besson, Emmanuel Bex, Avishai Cohen, Biréli Lagrène, Julien Lourau, Meshell Ndegeocello, Aldo Romano, Baptiste Trotignon, Franck Amsallem, Jacques Pellen, David Linx oder Fazıl Say. Das Label produziert auch im Bereich des CrossOver, etwa das Album Celtic Tales: Pas an Dour (2000) von Jean-Baptiste und Gildas Boclé, die CD-Serie Kristjan Järvi Sound Project oder das Album CrossBorder Blues (2018) mit dem Bluessänger Harrison Kennedy, dem Harmonikaspieler Jean-Jacques Milteau und dem Cellisten Vincent Ségal.

## Künstler Rock/Pop/Chanson (Auswahl)
- Aṣa
- Asian Dub Foundation
- Benjamin Biolay
- Carla Bruni-Sarkozy
- Yilian Cañizares
- Marianne Faithfull
- John & Jehn
- Anthony Joseph[6]
- Jude
- M83
- Mirwais
- Moriarty
- Nervous Cabaret
- Pink Martini
- Serafin
- Sonic Youth
- Tanita Tikaram
- Souad Massi